# Esther Guerrero
Esther Guerrero Puigdevall (* 7. Februar 1990 in Banyoles) ist eine spanische Leichtathletin, die sich auf den Mittelstreckenlauf spezialisiert hat. 2018 wurde sie Crosslauf-Europameisterin in der Mixed-Staffel.

## Sportliche Laufbahn
Erste internationale Erfahrungen sammelte Esther Guerrero im Jahr 2007, als sie bei den Jugendweltmeisterschaften in Ostrava im 800-Meter-Lauf mit 2:15,48 min in der ersten Runde ausschied und auch beim Europäischen Olympischen Jugendfestival (EYOF) in Belgrad kam sie mit 2:13,69 min nicht über die Vorrunde hinaus. 2009 schied sie dann auch bei den Junioreneuropameisterschaften in Novi Sad mit 2:08,39 min im Vorlauf aus. 2015 startete sie dann erstmals bei den Weltmeisterschaften in Peking und schied dort mit 2:02,64 min in der ersten Runde aus. Im Jahr darauf gelangte sie bei de Europameisterschaften in Amsterdam bis ins Halbfinale und schied dort mit :01,62 min aus. Daraufhin startete sie bei den Olympischen Spielen in Rio de Janeiro, bei denen sie mit 2:01,85 min in der Vorrunde ausschied.
2017 belegte sie bei den Halleneuropameisterschaften in Belgrad in 2:03,09 min den sechsten Platz und im Sommer scheiterte sie bei den Weltmeisterschaften in London mit 2:02,22 min im Vorlauf. Im Dezember gewann sie bei den Crosslauf-Europameisterschaften im slowakischen Šamorín in 18:26 min die Bronzemedaille in der gemischten 4 × 1,5-km-Staffel hinter den Teams aus dem Vereinigten Königreich und Tschechien. Im Jahr darauf schied sie bei den Hallenweltmeisterschaften in Birmingham mit 2:04,06 min in der ersten Runde aus und anschließend klassierte sie sich bei den Mittelmeerspielen in Tarragona mit 2:03,35 min auf dem vierten Platz. Im August nahm sie im 1500-Meter-Lauf an den Europameisterschaften in Berlin teil und wurde dort in 4:09,88 min Elfte. Anschließend siegte sie bei den Ibero-Amerikanischen Meisterschaften in Trujillo in 2:04,55 min über 800 Meter und gewann mit der spanischen 4-mal-400-Meter-Staffel in 3:38,32 min die Bronzemedaille hinter den Teams aus Portugal und Argentinien. Im Dezember siegte sie dann bei den Crosslauf-Europameisterschaften in Tilburg in 16:10 min in der Mixed-Staffel. 2019 wurde sie bei den Halleneuropameisterschaften in Glasgow in 2:04,07 min erneut Sechste über 800 Meter und erreichte anschließend bei den Crosslauf-Weltmeisterschaften in Aarhus in 27:47 min den siebten Platz in der Mixed-Staffel. Im Oktober schied sie bei den Weltmeisterschaften in Doha mit 4:16,66 min im Halbfinale über 1500 Meter aus und daraufhin belegte sie bei den Crosslauf-Europameisterschaften in Lissabon nach 18:11 min Rang vier mit der Mixed-Staffel. 2020 siegte sie beim Sollentuna GP in 2:00,56 min über 800 Meter und bei der Doha Diamond League wurde sie mit neuer Bestleistung von 1:59,22 min Zweite. Über 1500 Meter siegte sie in 4:05,45 min bei der Nacht van de Atletiek. Im Jahr darauf gelangte sie bei den Halleneuropameisterschaften in Toruń  mit 4:20,45 min auf den fünften Platz. Im August startete sie über 1500 m bei den Olympischen Spielen in Tokio und kam dort mit 4:07,08 min nicht über die erste Runde hinaus. Im Dezember belegte sie bei den Crosslauf-Europameisterschaften in Dublin in 18:13 min den fünften Platz in der Mixed-Staffel.
Im Februar 2022 stellte sie in Liévin mit 4:28,54 min einen spanischen Hallenrekord über die Meile auf. Im Jahr darauf belegte sie bei den Halleneuropameisterschaften in Istanbul in 4:04,86 min den vierten Platz über 1500 Meter. Im Juni wurde sie bei der 1. Liga der Team-Europameisterschaft im Rahmen der Europaspiele in Chorzów in 4:11,77 min Erste über 1500 Meter und im August schied sie bei den Weltmeisterschaften in Budapest mit 4:00,13 min im Halbfinale aus. Anschließend siegte sie in 4:02,88 min beim Hanžeković Memorial. 2024 gelangte sie bei den Hallenweltmeisterschaften in Glasgow mit 4:12,33 min auf den zwölften Platz und im Juni belegte sie bei den Europameisterschaften in Rom in 4:06,03 min den vierten Platz. Anschließend schied sie bei den Olympischen Sommerspielen in Paris mit 4:01,94 min im Halbfinale aus. Im Dezember belegte sie bei den Crosslauf-EM in Antalya in 18:27 min den fünften Platz in der Mixed-Staffel. Im Jahr darauf belegte sie bei den Halleneuropameisterschaften in Apeldoorn in 4:09,45 min den fünften Platz über 1500 Meter und gelangte kurz darauf bei den Hallenweltmeisterschaften in Nanjing mit 4:07,76 min auf Rang neun.
In den Jahren von 2015 bis 2017 sowie 2020 wurde Guerrero spanische Meisterin im 800-Meter-Lauf sowie 2019, 2021 und 2024 über 1500 Meter. Zudem wurde sie von 2015 bis 2018 Hallenmeisterin über 800 Meter und 2019 und 2021 sowie von 2023 bis 2025 siegte sie in der Halle im 1500-Meter-Lauf.

## Persönliche Bestleistungen
- 800 Meter: 1:59,22 min, 25. September 2020 in Doha
  - 800 Meter (Halle): 2:01,13 min, 24. Februar 2021 in Madrid
- 1000 Meter (Halle): 2:37,57 min, 13. Januar 2024 in Antequera (spanischer Rekord)
- 1500 Meter: 3:59,74 min, 7. Juli 2024 in Paris
  - 1500 Meter (Halle): 4:04,86 min, 4. März 2023 in Istanbul
- Meile: 4:22,28 min, 21. Juli 2023 in Monaco
  - Meile (Halle): 4:24,92 min, 4. Februar 2023 in Boston
- 2000 Meter: 5:41,30 min, 21. Juli 2020 in Olot
  - 2000 Meter (Halle): 5:42,53 min, 25. Januar 2025 in Antequera (spanischer Rekord)